# قزاقها (رمان)
قزاق‌ها (به روسی: Казаки) رمانی نوشتهٔ لئو تولستوی نویسندهٔ نامدار روسی است. این رمان اگرچه از آثار اولیهٔ خالق شاهکارهایی مانند جنگ و صلح و آنا کارنینا است اما دست کمی از شاهکارهای تولستوی که نامش را در ادبیات جهان بلندآوازه کرده ندارد و نشان از تبحر و چیره‌دستی نویسنده‌ای دارد که بعدها با نوشتن رمان‌ها و داستان‌های کوتاه متعدد به یکی از ستون‌های داستان‌نویسی در ادبیات جهان تبدیل شد. قزاق‌ها نخستین بار در سال ۱۳۶۲ با ترجمه مهدی مجاب از زبان آلمانی به فارسی در ایران منتشر شد تا این‌که در سال ۱۳۹۴ عباس‌علی عزتی آن را از روسی به فارسی ترجمه کرد.

## داستان
قزاق‌ها را نیز مانند بیش‌تر آثار تولستوی می‌توان اثری اتوبیوگرافیک دانست. این‌جا نیز مانند داستان‌های دیگرش، شخصیتی وجود دارد که خود تولستوی است. حتی ویژگی‌های ظاهری، اخلاقی و فکری‌اش نیز با او مو نمی‌زند. النین شخصیت اصلی رمان قزاق‌ها شباهت بسیاری به خود تولستوی دارد، جوانی که زندگی اشرافی و ملال‌آورش را در مسکو رها کرده و در اندیشهٔ رسیدن به خوشبختی به قفقاز آمده و زندگی با این مردمان ساده و بی‌ریا را خوشبختی و سعادت می‌داند. النین اما ارادهٔ لازم را برای تحقق این اندیشه‌اش ندارد.
شخصیت آرمانی تولستوی در قزاق‌ها عمو یروشکاست؛ قزاق پیری که آخرین بازماندهٔ قزاق‌های اصیل به‌شمار می‌رود. روحیهٔ قزاقی با رنگ‌آمیزی خاص آن، در شخصیت یروشکا تجلی یافته و تولستوی بی‌آن‌که او را تأیید یا تکذیب کند، بر تخت تکریم می‌نشاند و باز بی‌آن‌که برای از دست رفتن روزگار عمو یروشکا و کمیاب شدن آدم‌هایی از جنس او اشک حسرت بریزد، تفاوت بارز او را با قزاق‌های جوان نشان می‌دهد و در این میان تنها لوکاشکا، قزاق جوان و شجاع دهکده را خلف قزاق‌های واقعی می‌داند. عمو یروشکا که تجسم تاریخ زندهٔ قزاق‌هاست و اینک می‌رود که در میان زندگی امروز قزاق‌ها به افسانهٔ زنده تبدیل شود، در دهکدهٔ قزاق‌ها که به زعم تولستوی از اصالت خود دور می‌شود، بیگانه می‌نماید و احساس تنهایی و بی‌کسی می‌کند. در همهمهٔ زندگی شاد و پرنشاط قزاق‌ها در دهکده، دو نفر تنها و بی‌کس‌اند؛ النین که به خانه و زندگی اشرافی‌اش در مسکو پشت پا زده و برای دست‌یابی به سعادت به میان قزاق‌ها آمده، و عمو یروشکای قزاق، که در گذشته مانده‌است و زندگی رو به تحول قزاق‌های دهکده را نمی‌پسندد و احساس تنهایی می‌کند.
حلقهٔ واسط نسل در حال انقراض عمو یروشکا و نسل جدید قزاق‌ها، ستوان، پدر ماریاناست، قزاق تحصیل‌کرده و صاحب‌منصبی که از تمام ریاکاری‌ها و حرص و طمع اشراف مسکو بهره‌ای برده‌است و خود را هم‌تراز نجیب‌زاده‌ها می‌داند و به قزاق‌های دهکده، حتی اگر اعضای خانواده‌اش باشند، به دیدهٔ تحقیر می‌نگرد. ستوان که پی به تمول مستأجرش النین برده، برای این‌که اجارهٔ بیش‌تری از او بگیرد، به احمقانه‌ترین ترفندها دست می‌زند و با لباس رسمی به ملاقات او می‌آید و گفتگویی ریاکارانه پیش می‌کشد و در نهایت نیز به مقصود می‌رسد. طبیعی است عمو یروشکا که طبعی آزاد و رها از قید دارد و هرگز تن به بندگی و بردگی نداده و زندگی پرتکاپو و بانشاطی دارد، دل خوشی از ستوان نداشته باشد. عمو یروشکا و ستوان دو روی سکهٔ قزاق‌های دهکده هستند. همان‌قدر که ستوان فرصت‌طلب و سودجو و متکبر است، عمو یروشکا دارای روحی بزرگ است و حرفش را رک و بی‌پرده می‌زند و از ریاکاری بیزار است.
با این حال، زندگی جاری در دهکدهٔ قزاق‌ها در مقایسه با زندگی اشرافی ملال‌آور النین در مسکو بسیار راضی‌کننده است و النین در آن احساس خوشبختی و سعادت می‌کند، به شرطی که بتواند با مردم آن درآمیزد و یکی شود، کاری که از عهده‌اش برنمی‌آید و به‌رغم این‌که دست بخشش و دوستی به طرف آن‌ها دراز می‌کند، در به دست آوردن عشق ماریانا و دوستی لوکاشکا ناکام می‌ماند و جز با عمو یروشکا که مونسی غیر از النین ندارد، با کس دیگری نمی‌تواند اختلاط کند و در نهایت به‌رغم این‌که هنوز با همان شیفتگی روزهای آغازین به زندگی قزاق‌های دهکده می‌نگرد، با حسرت دهکده را ترک می‌کند و به زندگی پیشین خود بازمی‌گردد؛ چیزی که همواره از آن واهمه داشت.